# Tolmiea
Tolmiea là một chi thực vật có hoa trong họ Saxifragaceae.